# Jaroslav Tetiva
Jaroslav Tetiva (4. února 1932 – únor, případně počátek března 2021) byl československý basketbalista (někdy v tisku uváděný jako Tětiva), který startoval dvakrát na Olympijských hrách a na šesti Mistrovství Evropy v basketbale mužů. Je zařazen na čestné listině zasloužilých mistrů sportu.

## Kariéra
V letech 1952 až 1963 byl hráčem reprezentačního družstva Československa, se kterým se zúčastnil dvakrát Olympijských her – 1952 v Helsinkách (10 místo) a 1960 v Římě (5. místo) a šesti Mistrovství Evropy – 1953 v Moskvě (4. místo), 1955 v Budapešti (2. místo), 1957 v Sofii (3. místo), 1959 v Istanbulu (2. místo), 1961 v Bělehradě (5. místo) a 1963 ve Vratislavi (10. místo), na nichž získal dvakrát stříbrnou a jednu bronzovou medaili. Na Mistrovství Evropy 1959, kde Československo skončilo druhé, byl druhým nejlepším střelcem týmu se 102 body v 8 zápasech. Celkem za reprezentační družstvo Československa odehrál 176 utkání v letech 1952–1963.
V československé basketbalové lize s týmy Zbrojovka Brno, Slovan Orbis Praha a ÚDA Praha jako hráč byl v letech 1952 až 1959 pětkrát mistrem a jednou vicemistrem Československa a má tři třetí místa v československé lize., Od zavedení podrobných ligových statistik (v roce 1962) zaznamenal v československé lize, ve které hrál až do roku 1967, 3167 bodů.
Za Slovan Orbis Praha hrál dvakrát v Poháru evropských mistrů, v roce 1960 se probojovali až do semifinále, kde podlehli vítězi poháru ASK Riga.
V roce 2001 v anketě o nejlepšího českého basketbalistu dvacátého století skončil na 23. místě. V roce 2006 byl uveden do Síně slávy České basketbalové federace.

## Sportovní kariéra

### Hráč klubů
- 1951–1953 Zbrojovka Brno – 2x 3. místo (1952, 1953)
- 1953–1956 ÚDA Praha – 3x mistr Československa (1954, 1955, 1956)
- 1956–1964 Slovan Orbis Praha – 2x mistr Československa (1957, 1959), 1x vicemistr (1958), 1x 3. místo (1961), 3x 4. (1960, 1962, 1965), 2x 5. (1963, 1964), 9. (1966), 10. (1967)
- V československé basketbalové lize hrál 13 sezón (1951–1964) a získal celkem 9 medailových umístění:
  - 5× mistr Československa (1954–1957, 1959), 1× vicemistr (1958), 3× 3. místo (1952, 1953, 1961)
- V roce 2001 skončil na 23. místě v anketě o nejlepšího českého basketbalistu dvacátého století.

Evropské basketbalové poháry klubů
- FIBA – Pohár evropských mistrů (Slovan Praha Orbis): 2x účast (1958, 1960), v roce 1960 postup až do semifinále (vyřazeni vítězem poháru ASK Riga)

### Hráč reprezentace Československa
- Předolympijská kvalifikace – 1960, Bologna, Itálie (1. místo), celkem 36 bodů v 5 zápasech, postup na OH
- Olympijské hry – 1952 Helsinki (1 zápas) 10 místo z 23 národních týmů   • 1960 Řím (63 bodů /8 zápasů) 5. místo
- Mistrovství Evropy – 1953 Moskva (31 bodů /10 zápasů) 4. místo   • 1955 Budapest (77 /9) 2. místo   • 1957 Sofia (97 /10) 3. místo   • 1959 Istanbul (102 /8) 2. místo   • 1961 Bělehrad (44 /8) 5. místo   • 1963 Wroclaw (58 /8) 10. místo
- na šesti ME celkem 409 bodů v 53 zápasech a 3 medailová umístění – 2× vicemistr Evropy (1955, 1959), 1× 3. místo (1957)
- Za reprezentační družstvo Československa v letech 1952–1963 hrál celkem 176 zápasů, z toho na světových a evropských soutěžích 62 zápasů, v nichž zaznamenal 473 bodů